# 피아노 협주곡 1번 (쇼팽)

피아노 협주곡 1번 E 단조(Op. 11)는 프레데리크 쇼팽이 1830년에 작곡한 피아노 협주곡이다. 쇼팽이 폴란드를 떠나기 직전인 1830년 10월 11일 바르샤바의 국립 극장(Teatr Narodowy)에서 열린 그의 고별 연주회에서 초연되었다.
작품에 “1번”이라고 번호가 붙어 있지만, 실제로는 피아노 협주곡 2번보다 나중에 완성된 곡이다. 폴랜드를 떠나 파리에 정착한 쇼팽이 그의 피아노 협주곡 두 곡을 출판하기 위해 출판업자에게 의뢰하였으나, 지금의 피아노 협주곡 2번(Op. 21, 작곡일자는 더 빠름)이 아마추어 피아노 연주자들이 "(집에서) 개인적으로 연주하기에는" 너무 난이도가 높았기 때문에 피아노 협주곡 1번(Op. 11)만 먼저 출판하게 되었다고 한다.
일반적인 협주곡과 같이 세 악장으로 구성되어 있다.
1. Allegro maestoso
2. Romance - Larghetto
3. Rondo - Vivace

비평가들은 쇼팽이 피아노를 중시한 작곡가였다는 사실을 두고 이 작품에 대해 서로 다른 두 가지의 관점으로 해석을 하곤 하는데, 쇼팽이 이 작품의 관현악 파트를 단지 피아노 솔로를 보조하는 역할에 머무르도록 단순하게 작곡했다는 주장과, 관현악 파트의 단순함이 단순히 보조하는 역할 때문이 아니라 피아노의 소리에 잘 어울리도록 심사숙고하여 작곡한 것이라는 주장이 그 두 가지이다.

## 기타
- 이 작품의 두 번째 악장은 짐 캐리가 주연한 영화 더 트루먼 쇼에서 사용되었으며, 그 영화의 엔딩 크레딧에는 그 악장 전체가 연주된다.
- 이 작품의 두 번째 악장은 대한민국 드라마 천국의 계단의 삽입곡으로 사용되었다.

## 같이 보기
- 피아노 협주곡 2번